# Corografia
Corografia (do grego χῶρος khōros; "lugar" + γράφειν graphein, "descrever", "descrição de um país", pelo latim chorographĭa) foi a especialidade da Geografia que se dedicava ao estudo geográfico de um país ou de uma de suas regiões, mais concretamente «estudo geográfico particular de uma região ou de um país» ou «compêndio que trata do estudo geográfico de uma região ou de um país». A descrição corográfica clássica incluía em geral uma referência mais ou menos circunstanciada à historiografia local e um estudo demográfico e antropológico das povoações descritas. Exemplos clássicos de estudos corográficos são as obras Corografia Brasílica, uma das primeiras publicações feitas no Brasil, e a Corografia Açórica, uma das primeiras descrições geográficas e políticas publicada sobre os Açores.
O termo corografia, entendido como a descrição de regiões ou localidades, foi introduzido por Ptolomeu, em contraposição a geografia, a descrição global da Terra, e amplamente utilizado entre os séculos XVII e XIX, tendo no geógrafo alemão Bernhardus Varenius um dos principais responsáveis por sua divulgação. Ao usar este termo, Varenius pretendia reforçar, sobretudo, a característica de delimitar e descrever regiões individuais da Terra. Nesse sentido, a corografia correspondeu a um estágio taxonómico e descritivo da geografia, que foi suplantado pela corologia e pelo recurso às monografias regionais introduzidas por Carl Ritter.
A corografia esteve em grande voga na primeira metade do século XIX, sendo depois paulatinamente substituída pela geografia regional à medida que a descrição dos lugares se foi integrando no contexto mais vasto do ambiente em que se inserem e as questões históricas foram sendo relegadas para outros âmbitos disciplinares.